# Ooer
Ooer (Mohoidae) är en nyupprättad familj av utdöda honungsfågelliknande fåglar som levde på Hawaii. De var skogslevande, små till halvstora, tättingar där de flesta hade en lång böjd näbb som var väl anpassad för att få tag på huvudfödan som utgörs av pollen och nektar.  Fram till 2008 betraktades de som en del av familjen honungsfåglar, men DNA-studier visade att de inte var närmare släkt trots den utpräglade likheten, och detta tolkas istället som ett långtgående exempel på konvergent evolution.

## Systematik
Trots att de påminner om andra tättingar som lever av nektar, som solfåglar, blomsterpickare och framförallt honungsfåglar så är de inte nära besläktade utan likheterna beror på konvergent evolution. Istället ingår de i en liten grupp med de små familjerna sidensvansar, hypokolier, palmtrastar och silkesflugsnappare. Familjen omfattade två släkten, båda utdöda.
Familj: Mohoidae
- Släkte Chaetoptila P.L. Sclater, 1871
  - Kioea (Chaetoptila angustipluma) Peale, 1848 – Kioea
- Släkte Moho Lesson, 1830
  - Oahu-oo (Moho apicalis) Gould, 1860 – Oahu
  - Maui-oo (Moho bishopi) Rothschild, 1893 – Molokai
  - Kauai-oo (Moho braccatus) Cassin, 1855 – Kauai
  - Hawaii-oo (Moho nobilis) Merrem, 1786 – Hawaii (ö)

## Galleri

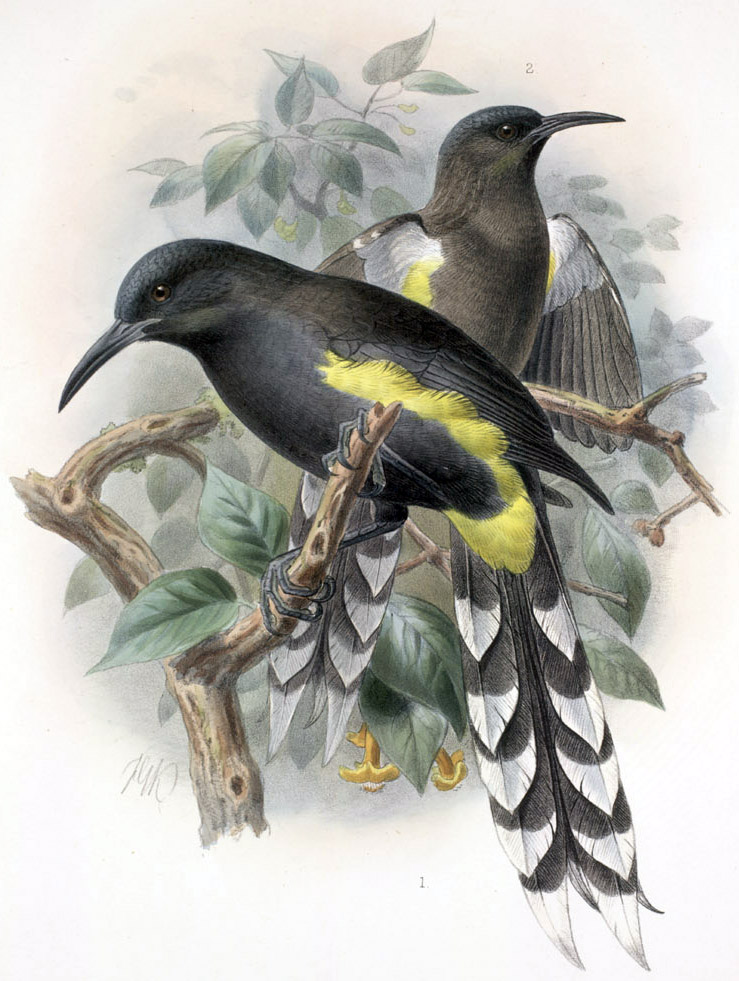
Moho apicalis
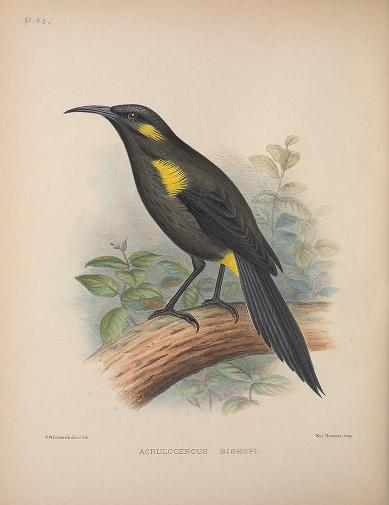
Moho bishopi
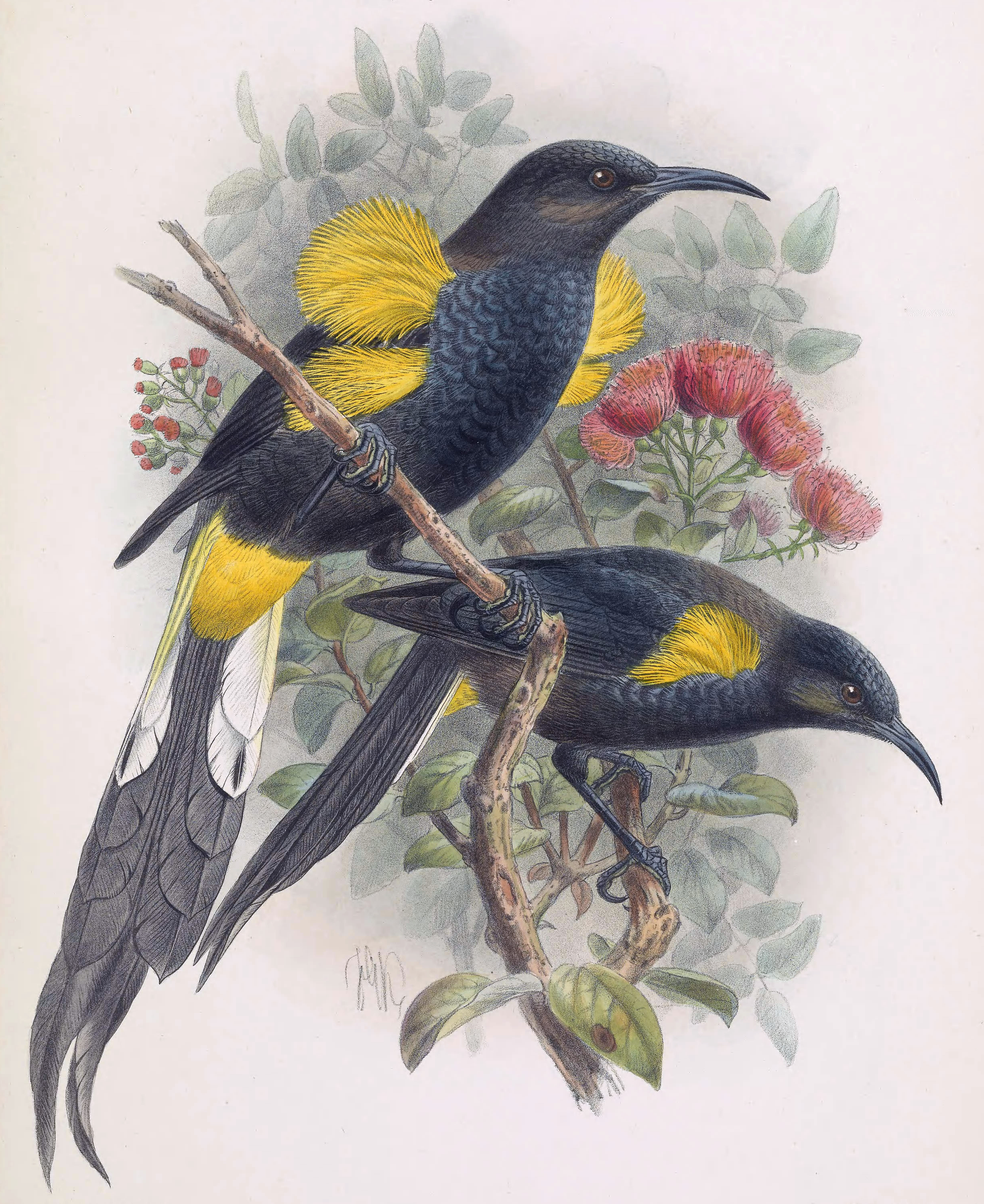
Moho nobilis
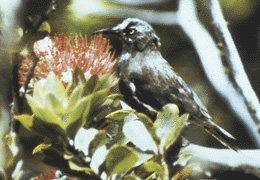
Moho braccatus?
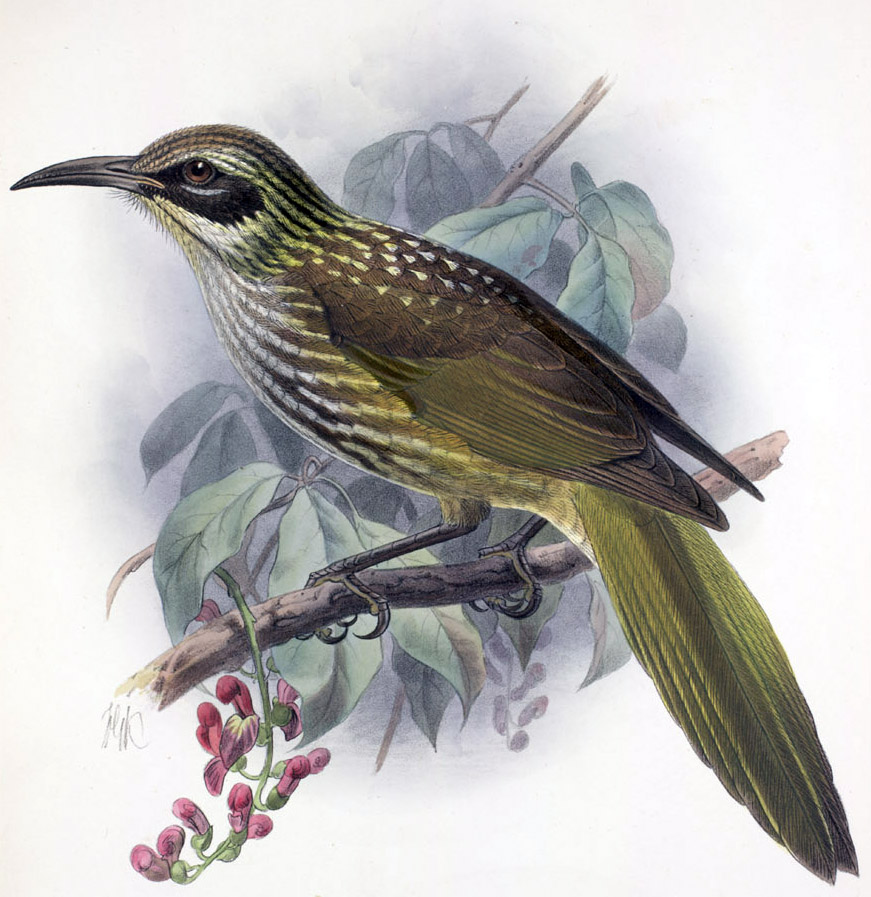
Chatoptila angustipluma